# آپاچی فلوم
آپاچی فلوم (انگلیسی: Apache Flume) یک نرم‌افزار توزیع‌شده، برای جمع‌آوری و جابجایی کارآمد مقادیر زیادی از داده‌های گزارش است. این معماری ساده و انعطاف‌پذیر بر اساس جریان داده‌های جریان دارد.
آپاچی فلوم به دریافت داده‌های بدون ساختار و نیمه ساخت‌یافته در HDFS کمک می‌کند. می‌توان از این ابزار برای دریافت داده‌های آنلاین از منابع مختلف، مانند ترافیک شبکه، رسانه‌های اجتماعی، پیام‌های ایمیل، فایل‌های رخداد در سیستم و … و ذخیره‌سازی آن بروی HDFS، استفاده کرد. 
فلوم از سه جزء تشکیل شده‌است: Source, Sink و Channel.
- Source: داده‌های ورودی را از یک جریان داده ورودی پذیرش می‌کند و در Channel ذخیره می‌کند.
- Channel: مانند ذخیره‌سازی محلی یا ذخیره‌سازی اولیه عمل می‌کند. کانال، ذخیره‌سازیِ موقتی بین داده‌های منبع و داده‌های پایدار در HDFS است.
- Sink: آخرین جزء می‌باشد که داده‌ها را از Channel جمع‌آوری می‌کند و دائماً آن‌ها را در HDFS می‌نویسد.